# 8947 Mizutani
8947 Mizutani eller 1997 CH26 är en asteroid i huvudbältet som upptäcktes den 14 februari 1997 av den japanska astronomen Takao Kobayashi vid Ōizumi-observatoriet. Den är uppkallad efter Hitoshi Mizutani.
Asteroiden har en diameter på ungefär 9 kilometer.